# Anthurium iramireziae
Anthurium iramireziae är en kallaväxtart som beskrevs av George Sydney Bunting. Anthurium iramireziae ingår i släktet Anthurium och familjen kallaväxter. Inga underarter finns listade.